# Issaquah
Issaquah est une ville américaine, située dans le comté de King au centre de l'État de Washington. Sa population atteignait 24 057 habitants en 2008.
Issaquah abrite le siège de Costco Wholesale Corporation.

## Jumelage
- Chefchaouen (Maroc)

## Personnalités liées à la ville
- Denis Arndt, acteur.
- Colin Curtis, voltigeur de baseball.